# Pioneer Club Las Vegas
Pioneer Club Las Vegas – w przeszłości kasyno, które funkcjonowało w centrum miasta Las Vegas, w amerykańskim stanie Nevada. Obiekt został otwarty w 1942 roku, zaś działalność zakończył w 1995 roku, wraz ze skompletowaniem Fremont Street Experience.

## Historia

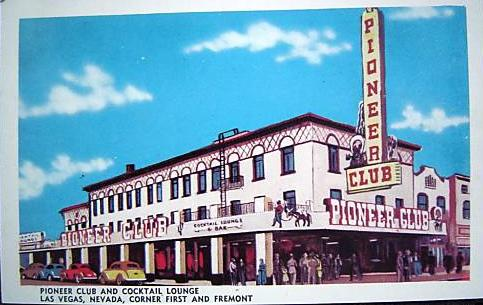
Pioneer Club Las Vegas pod koniec lat 40. XX wieku

Pioneer Club został utworzony w budynku z 1918 roku, w którym pierwotnie istniała restauracja. W 1965 roku Pioneer Club wykupił The Elwell Hotel, który położony był tuż za Pioneer; następnie Elwell przemianowany został na Pioneer Club Hotel. Jednak już w 1969 roku Pioneer Club Hotel został sprzedany, a nowi właściciele nadali mu nazwę Golden Hotel.
Przez wiele lat Pioneer Club zaliczany był do najlepszych kasyn w centrum Las Vegas.
Obiekt przez kilka miesięcy był własnością między innymi Margaret Elardi. W 1992 roku Pioneer Club wszedł w posiadanie nowych właścicieli, jednak nie byli oni w stanie konkurować z wielkimi kompleksami powstającymi przy the Strip, a także kasynami przy Fremont Street Experience. W wyniku tego, Pioneer Club zakończył działalność w 1995 roku i pozostawał opuszczony aż do 1998 roku. Właśnie wtedy został wykupiony przez korporację Schiff Enterprises, która utworzyła w jego miejscu sklep z pamiątkami. Stare, oryginalne znaki Pioneer Club i Vegas Vic wciąż znajdują się przed budynkiem obecnego sklepu.

## Vegas Vic
Mimo że kasyno Pioneer Club już nie istnieje, w centrum Las Vegas wciąż znajduje się znak Vegas Vic (neonowy kowboj o wysokości 12 metrów). W 1947 roku Izba Handlowa Las Vegas zatrudniła firmę West-Marquis, która stworzyła wizerunek kowboja Vegas Vic i jego przyjacielskie pozdrowienie "Howdy Podner".
Pioneer Club zakontraktował The Young Electric Sign Company do budowy neonowej wersji znaku. Wcześniej, w 1947 roku, Pat Denner zaprojektował jego strukturę, wzorując się na wizerunku autorstwa West-Marquis. Vegas Vic, stworzony przez YESCO, został w 1951 roku umieszczony na zewnętrznej ścianie Pioneer Club i znajduje się na budynku aż do dziś.

## Galeria

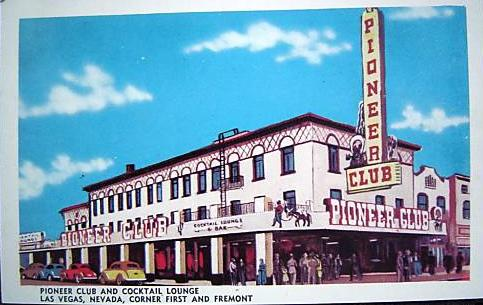
Pioneer Club w latach 40. XX wieku
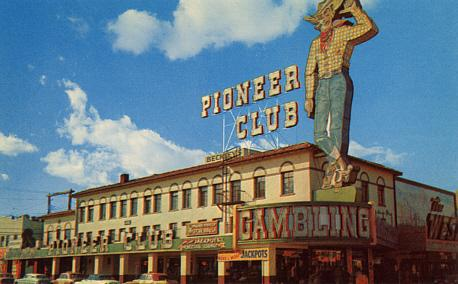
Pioneer Club w latach 50. XX wieku
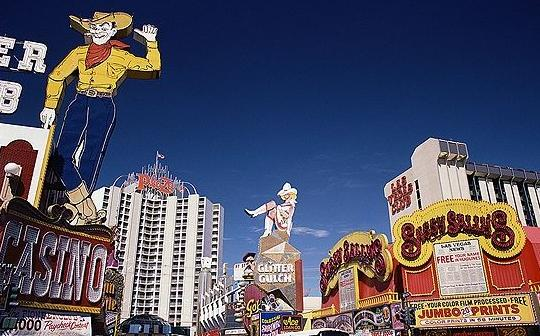
Pioneer Club w 1973 roku
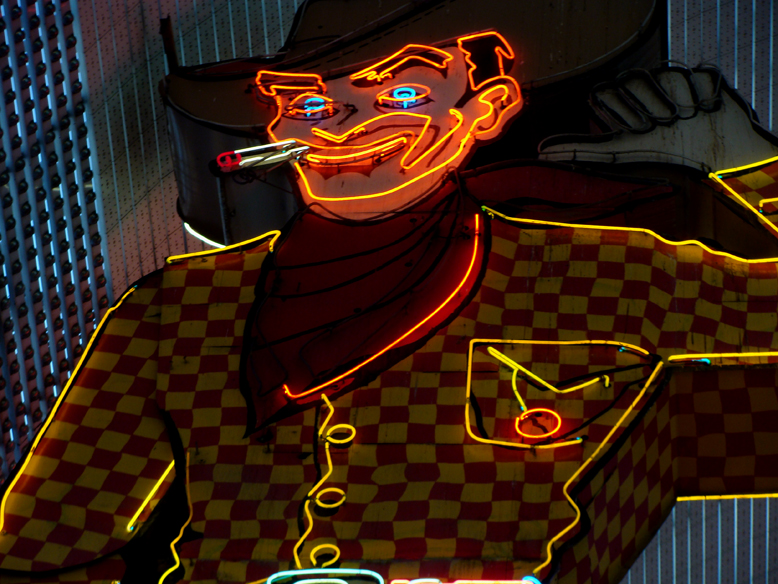
Zbliżenie na Vegas Vic w 1998 roku, po modernizacji znaku